# Sediúdor
Sediúdor (en rus: Седъюдор) és un poble (un possiólok) de la República de Komi, a Rússia, segons el cens del 2010 tenia 61 habitants.